# Whatcha Think About That
„Whatcha Think About That” este un cântec al grupului muzical american Pussycat Dolls, realizat în colaborare cu Missy Elliott. Piesa a fost compusă de Polow da Don pentru a fi inclusă pe cel de-al doilea album de studio al formației, Doll Domination și a fost lansat ca cel de-al doilea single al albumului în Canada și SUA pe data de 9 septembrie 2008, prin magazinul iTunes și în Franța, Irlanda și Regatul Unit în anul 2009.
Datorită prestației slabe înregistrate de „Whatcha Think About That” în clasamentele din Canada și Statele Unite ale Americii, acesta a fost anulat și „I Hate This Part” a fost lansat în locul său, la nivel mondial. Cu toate acestea, ulterior acesta a fost lansat în Franța, Irlanda și Regatul Unit.

## Informații generale
Cântecul produs de Polow da Don și conține numeroase elemente de hip-hop, R&B și electropop. Acesta este realizat în colaboare cu Missy Elliott. Componenta grupului Pussycat Dolls, Kimberly Wyatt, s-a declarat încântată de colaboararea cu Elliot, întrucât astfel a fost dus la îndeplinire un vis al ei. Cântecul face o referire la Katy Perry și la cântecul ei „I Kissed a Girl”, în versul cântat de Missy Elliot: „Play like Katy Perry kissin' on girls”.
Discul single a fost lansat în format digital în Statele Unite ale Americii pe data de 9 septembrie 2008, prin magazinul iTunes. În urma lansării, „Whatcha Think About That” a atins poziția cu numărul 108 în SUA și locul 66 în Canada. În momentul lansării și activării în clasamente a melodiei, „Whatcha Think About That”, nu a beneficiat de un vdeoclip, acesta apărând pe internet pe data de 8 octombrie 2008, la aproape o lună de la lansarea digitală a produsului. Toate acestea au condus la anularea lui „Whatcha Think About That” și lansarea piesei „I Hate This Part”. 

## Structura muzicală și versurile
„Whatcha Think About That” este un cântec pop cu influențe R&B, hip hop și de muzică electronică. Piesa este scrisă într-o tonalitate minoră, conține doar câteva sincope și include armonii vocale. În compunerea melodiei s-au folosit în mod frecvent sintetizatoare, existând și secvențe în care sunt incluse chitare acustice. De asemenea, sunt utilizate subtil orchestrele de coarde, sirene și pianul acustic.
Cântecul transmite un mesaj conform căruia femeia îi propune jumătății sale să rămână acasă, în timp ce ea pleacă în diferite locații pentru a se distra. De asemenea, în text este inclusă și o mică trimitere la discul single „I Kissed a Girl” al interpretei Katy Perry, prin versurile „Play like Katy Perry kissin' on girls”. Textul piesei conține două strofe, una interpretată de Scherzinger iar ceaalaltă de Missy Elliott.

## Recenzii
Discul „Whatcha Think About That” a primit în general recenzii pozitive, fiind considerat de unii critici muzicali una dintre cele mai interesante piese inclluse pe Doll Domination. Digital Spy oferă discului single trei stele dintr-un total de cinci, motivând faptul că „prin cel de-al treilea extras pe single de pe albumul Doll Domination, le găsește pe componetele grupului pop în apropierea celor mai bune creații ale lor”. The New York Times o felicită pe Nicole Scherzinger pentru interpretarea sa din cântec, întrucât aceasta „jongleză melodia, cântul și armoniile vocale”. The Times oferă materialului Doll Domination trei puncte dintr-un total de cinci, susținând faptul că „albumului îi lipsește personalitatea, singurele excepții fiind [...] și «Whatcha Think About That»”. UK Mix oferă cântecului patru stele din cinci în timp ce Billboard și The Boston Globe numesc „Whatcha Think About That” una dintre cele mai reușite piese de pe album.

## Videoclipul
Videoclipul folosește versiunea remixată a melodiei, produsă de Darkchild, în locul versiunii aflate pe Doll Domination. Videoclipul a fost filmat în două zile, 9 și 10 septembrie 2008, o înregistrare de filmări apărnd pe internet pe data de 16 septembrie. Filmările au avut loc în Los Angeles, regizor fiind Diane Martel. Videoclipul a avut preiera pe 7 octombrie pe iTunes.
Videoclipul începe cu Missy Elliott, cântând versurile sale, fiecare componetă fiind arătată pe rând în câte o ipostază diferită și cântând un vers. Kimberly își întinde piciorul, Jessica, mestecă gumă, Melody își piaptănă părul iar Ashley își pudrează pieptul. De asemenea, fiecară fată este surprinsă în prim-plan pe câte un balansoar.
Videoclipul constă în două părți, pregătirea pentru interpretare și interpretarea propriu-zisă a unor dansuri și a unor mișcări asemănătoare celor practicate într-un dans exotic. După introducere, Scherzinger este surprinsă balansându-se alături de celelalte fete și cântând începutul melodiei. Mai apoi, acesta folosește o cheie pentru a descide o ușă de neon. După acestă scenă, este însoțită de celelalte fete și merg pe un culoar până la sfârșitul refrenului. Cele cinci sunt surprine într-o cabină unde se pregătesc de interprtare, Nicole fiind surprinsă cântând iar celelalte membre Pussycat Dolls îmbrăcându-se și aranjându-se.
„Whatcha Think About That” rămâne axat pe tema grupului inițial Pussycat Dolls, aceea de trupă de dans exotic. În următoarele scene, fetele sunt surprinse pe o platformă rotativă, realizând o serie de mișcări lascive și seducătoare, iar mai apoi în compania unei bare orizontale, dansând și cântând în corsete vitange foarte provocatoare. În timp ce Elliott își interpretează ultimele versuri, grupul este îmbrăcat în uniforme militare, dansând și folosind mișcări ce au utilizate și de vechile componente ale trupei de dans Pussycat Dolls în filmul Îngerii lui Charile: În Goana Mare. După aceste scene, fetele sunt îmbrăcate în haine de busculadă modrene, realizând un ultim dans. Videoclipul se încheie cu scene în care Missy Elliott și grupul interpreteză refrenul iar Nicole cântă ultimele versuri din nou balansându-se.

## Lista cântecelor
Disc promoțional lansat în Statele Unite ale Americii
1. „Whatcha Think About Tha”t (în colaborare cu Missy Elliott) - 3:48
2. „Whatcha Think About That” (negativ) - 3:47
3. „Whatcha Think About That” (remix de Rodney Jerkins) (în colaborare cu Missy Elliott) - 3:51
4. „Whatcha Think About That” (remix de Rodney Jerkins) (negativ) - 3:50
5. „Whatcha Think About That” (acappella) (în colaborare cu Missy Elliott) - 3:48

Lansare prin iTunes în Statele Unite ale Americii
1. „Whatcha Think About That” (remix de Rodney Jerkins) - 3:48
2. „Whatcha Think About That” (mixaj Ron Fizzle)  (fără secțiuni rap) - 3:33

Disc single comercializat în Regatul Unit

(Lansat pe data de 23 februarie 2009)
1. „Whatcha Think About That” (editare radio)
2. „Whatcha Think About That” (remix)

## Personal
- Producător: Polow da Don;[1]
- Aranjor: Ron Fair;[1]
- Înregistrat de: Mike Eleoploulos, Tal Herzberg, Tony, Terrebonne, Aurby Delaine și Matt Wheeler,
- Asistență: Johnathan Merritt și Bryan Morton;[1]
- Înregistrat la: Zac Studio Atlanta Georgia, SUA și The Boiler Room Studio Santa Monica Los Angeles, SUA;[1]
- Tastaturi: Jason Perry;[1]
- Trompeta: Melvin jones;[1]
- Tubă: Eric Florence;[1]
- Mixat de: Dave Pensado și Jaycen Joshua;[1]

## Prezența în clasamente
„Whatcha Think About That” a devenit primul disc single al grupului ce nu intră în Billboard Hot 100, devenind cel mai slab clasat cântec din întrega istorie a grupului. După lansarea digitală, discul a obținut locul 8 în Billboard Bubbling Under Hot 100, echivalentul poziției cu numărul 108. De asemenea, în Canada piesa a obținut doar locul 66.
În anul 2009, „Whatcha Think About That”, a fost lansat în Irlanda și Regatul Unit ca cel de-al treilea single al materialului Doll Domination. În Irlanda, cântecul a debutat pe locul 44, obținând locul 12 în cea de-a treia săptămână. Cu toate acestea, piesa a devenit cel mai slab clasat disc single al grupului în această țară, toate predecesoarele sale, ocupând poziții de top 10. În Regatul Unit, „Whatcha Think About That” a debutat pe locul 36 în UK Singles Chart și s-a poziționat pe locul 9 în cea de-a cincia săptămână. Discul a staționat în top 10 timp de trei săptămâni consecutive și a atins locul 6 în iTunes Top 300 Songs.

## Clasamente
| Clasament              | Poziția maximă | Referință |
| ---------------------- | -------------- | --------- |
| Canadian Hot 100       | 66             | [ 8 ]     |
| Canadian Digital Songs | 45             | [ 22 ]    |
| Croatia Singles Chart  | 14             | [ 23 ]    |
| Euro 200               | 24             | [ 24 ]    |
| Ireland Download Chart | 11             | [ 25 ]    |
| Ireland Singles Chart  | 12             | [ 8 ]     |

| Clasament                  | Poziția maximă | Referință |
| -------------------------- | -------------- | --------- |
| Slovakia Singles Chart     | 69             | [ 26 ]    |
| UK Download Chart          | 9              | [ 27 ]    |
| UK Singles Chart           | 9              | [ 8 ]     |
| U.S. Billboard Hot 100     | 108            | [ 7 ]     |
| U.S. Billboard Pop Airplay | 53             | [ 22 ]    |
| U.S. Billboard Pop 100     | 70             | [ 19 ]    |